# Buteo poecilochrous
Buteo poecilochrous é uma espécie de ave de rapina da família Accipitridae (ou eventualmente uma subespécie do Buteo polyosoma, o B. p. poecilochrous)
Pode ser encontrada nos seguintes países: Argentina, Bolívia, Chile, Colômbia, Equador e Peru.
Os seus habitats naturais são: matagal tropical ou subtropical de alta altitude e campos de altitude subtropicais ou tropicais.